# Hahnia laodiana
Hahnia laodiana är en spindelart som beskrevs av Song 1990. Hahnia laodiana ingår i släktet Hahnia och familjen panflöjtsspindlar. Inga underarter finns listade i Catalogue of Life.